# Transport Tower
La Transport Tower est un gratte-ciel de 150 mètres de hauteur (hauteur du toit) construit à Astana au Kazakhstan en 2003. Avec la flèche la hauteur maximale de l'édifice est de 155 mètres. Sa forme particulière lui a valu le surnom de « briquet » (russe : зажигалка).
Le bâtiment abrite sur 34 étages, desservis par 10 ascenseurs, des locaux du ministère kazakh des transports et des télécommunications.
À son achèvement en 2003 c'était le plus haut immeuble d'Astana et du Kazakhstan.
L'immeuble a été conçu par l'agence KAZGOR Design Academy.